# Filtracja logiczna
Filtracja logiczna (ang. logical filtration) – odmiana filtracji wykorzystywana przy cyfrowym przetwarzaniu obrazu, zazwyczaj przeprowadzana na obrazach binarnych, przyjmujących tylko jeden z dwóch możliwych stanów logicznych: prawda (1), fałsz (0). Możliwe jest również zastosowanie filtracji logicznej do innych rodzajów obrazów (np. kolorowych lub w odcieniach szarości). Należy wtedy stosować logikę wielowartościową (rozmytą) polegającą na podaniu przedziałów, kiedy wartość funkcji spełnia warunek i przyjmuje wartość 1 lub nie spełnia warunku i przyjmuje wartość 0.
Filtracja logiczna polega na sprawdzaniu wartości wyrażenia logicznego opisującego związki zachodzące pomiędzy pikselami z dowolnie wybranego sąsiedztwa analizowanego piksela. Najczęściej stosowana jest filtracja, w której jako otoczenie wybierane są cztery punkty (a, b, c, d) sąsiadujące z punktem centralnym X, który jest przetwarzany.
{\displaystyle {\begin{bmatrix}&b&\\a&X&d\\&c\end{bmatrix}},}
Na poszczególnym punkcie można wykonać następujące operacje logiczne:
NOT – zaprzeczenie,
AND – iloczyn logiczny,
OR – suma logiczna,
SUB – różnica logiczna,
XOR – suma rozłączna,
NXOR – równoważność logiczna.
Zdefiniowany filtr logiczny może mieć charakter zarówno kontekstowy, jak i bezkontekstowy. Najczęściej stosuje się filtry kontekstowe, w których nowa wartość danego punktu obrazu jest uzależniona od wartości danego punktu i jego otoczenia, dlatego filtracja logiczna należy głównie do grupy operacji kontekstowych.
Do przetwarzania kontekstowego obrazu binarnego służą następujące formuły logiczne:
1): {\displaystyle X={\begin{cases}a&{\mbox{jeśli }}a=d\\X&{\mbox{dla pozostałych warunków }}.\end{cases}}}
2): {\displaystyle X={\begin{cases}b&{\mbox{jeśli }}b=c\\X&{\mbox{dla pozostałych warunków }}.\end{cases}}}
3): {\displaystyle X={\begin{cases}a&{\mbox{jeśli }}a=b=c=d\\X&{\mbox{dla pozostałych warunków }}.\end{cases}}}
a do konwersji obrazu monochromatycznego stosuje się filtry z podanymi przedziałami dla poszczególnych stanów logicznych np.:
{\displaystyle X={\begin{cases}a&{\mbox{dla }}|a-d|\geqslant \delta \\X&{\mbox{ dla pozostałych warunków }}.\end{cases}}}
Gdzie X′ jest punktem obrazu wyjściowego (punktem, który powstanie po przefiltrowaniu) odpowiadającym punktowi X obrazu wejściowego (punktowi poddanemu filtracji); a, b, c i d są punktami otoczenia względem którego dokonuje się operacji logicznej na punkcie X; a {\displaystyle \delta } jest maksymalną wartością różnicy punktów otoczenia, kiedy warunek logiczny jest jeszcze spełniony.
Równanie pierwsze (1) powoduje eliminację zakłóceń w postaci izolowanych punktów i pionowych linii (o pojedynczej grubości).
Równanie drugie (2) powoduje eliminację izolowanych punktów i linii poziomych natomiast równanie trzecie (3) pozwala na eliminacje izolowanych punktów. Ostatnie równanie (4) powoduje rozmycie krawędzi obrazu.

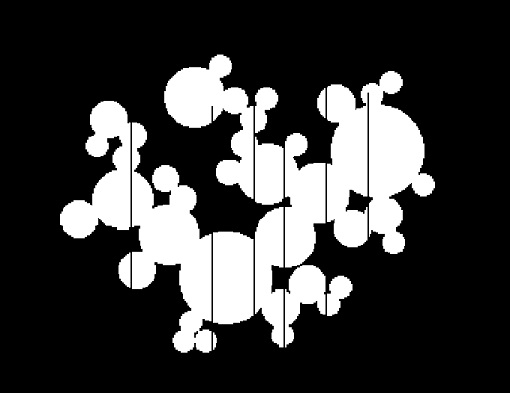
Obraz po usunięciu linii poziomych

Przykład działania funkcji eliminacji linii poziomych i pionowych przedstawiają rysunki i funkcje w programie MATLAB przedstawione poniżej:

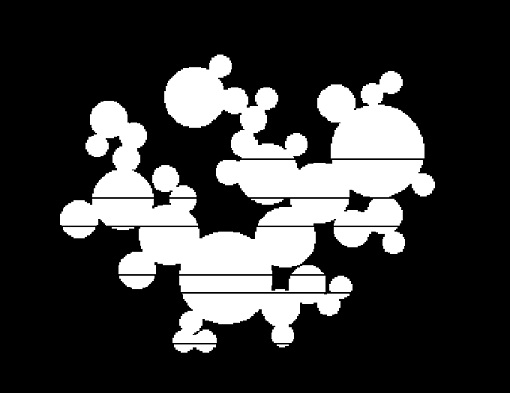
Obraz po usunięciu linii pionowych

Zapis algorytmu, który usuwa linie poziome w pseudokodzie:
```
 
function
 
B
 
=
 
usun_linie_poziome
(
A
)

    
if
 
A
(
1
,
 
2
)
 
==
 
A
(
3
,
 
2
)

        
B
 
=
 
A
(
1
,
 
2
);

    
else

        
B
 
=
 
A
(
2
,
 
2
);

    
end
;

```

Zapis algorytmu, który usuwa linie pionowe w pseudokodzie:
```
 
function
 
B
 
=
 
usun_linie_pionowe
(
A
)

    
if
 
A
(
2
,
 
1
)
 
==
 
A
(
2
,
 
3
)

        
B
 
=
 
A
(
2
,
 
1
);

    
else

        
B
 
=
 
A
(
2
,
 
2
);

    
end
;

```